# Dilshod Nazarov
Pour les articles homonymes, voir Nazarov.
Dilchod Jamoliddinovitch Nazarov (en tadjik, Дилшод Ҷамолиддинович Назаров, né le 6 mai 1982 à Douchanbé) est un athlète tadjik, spécialiste du lancer du marteau, champion olympique en 2016 à Rio.

## Biographie
Sa première apparition internationale date des Jeux d'Asie de l'Ouest en 1997 à Téhéran où il remporte la médaille de bronze.
En 1998, il ne termine que 15e des Championnats du monde juniors à Annecy, puis 7e des Jeux asiatiques à Bangkok, avant de remporter en 1999, les Championnats d'Asie juniors à Singapour.
Finaliste (11e) aux Jeux olympiques à Pékin, Dilshod Nazarov a battu le record du Tadjikistan en 79,28 m à Uberlândia au Brésil, en mai 2009.
Avec 75,83 m, il se qualifie pour la finale des Championnats du monde à Berlin. Il remporte la médaille d'or lors des 18es Championnats asiatiques à Canton en 76,92 m (10 novembre 2009).
Lors de la Coupe continentale d'athlétisme 2010, il se place deuxième du concours en 78,76 m, juste derrière Libor Charfreitag (SVK) 79,69 m, et devant Ali Mohamed Al-Zinkawi (KUW) 76,73 m.
Encore qualifié pour la finale à Daegu 2011, il termine 10e en 76,58 m le 29 août. Puis à Zagreb, le 13 septembre 2011, il bat son record personnel en 80,30 m, dans le cadre du trophée IAAF du lancer de marteau, également record national qu'il avait déjà porté à 80,11 m à Douchanbé, sa capitale et ville natale, le 18 juin 2010.
Le 25 mai 2013 à Halle, Dilshod Nazarov améliore son record personnel avec un lancer à 80,71 m.
Le 25 mai 2015 à Ostrava, il lance le marteau à 79,36 m, terminant derrière le Polonais Pawel Fajdek, leader mondial. Il devient vice-champion du monde en août 2015 à Pékin avec un lancer à 78,55 m, toujours devancé par Paweł Fajdek.
Le 5 août 2016, il est le porte-drapeau du Tadjikistan lors de la cérémonie d'ouverture des Jeux olympiques de 2016 à Rio. Le 19 août, il devient le premier champion olympique du Tadjikistan en remportant la médaille d'or avec un jet à 78,68 m.
Après 3 titres consécutifs aux Jeux asiatiques (2006, 2010 et 2014), il échoue derrière le Qatarien Ashraf Amgad el-Seify lors des Jeux asiatiques de 2018 à Jakarta.
Le 24 septembre 2019, quelques jours avant les championnats du monde 2019, il est suspendu pour dopage à la suite d'un test positif lors des championnats du monde 2011. L'unité d'intégrité de l'athlétisme annonce le 18 mars 2021 sa suspension pour deux ans, soit jusqu'au 24 septembre 2021, ce qui empêche sa participation aux Jeux olympiques de Tokyo.

## Palmarès
| Date | Compétition                         | Lieu                                | Résultat | Marque  |
| ---- | ----------------------------------- | ----------------------------------- | -------- | ------- |
| 2000 | Championnats du monde juniors       | Santiago du Chili                   | 5e       | 63,43 m |
| 2002 | Championnats d'Asie                 | Colombo                             | 4e       | 67,70 m |
| 2003 | Championnats d'Asie                 | Manille                             | 3e       | 69,90 m |
| 2003 | Jeux afro-asiatiques                | Hyderabad                           | 2e       | 69,72 m |
| 2005 | Championnats d'Asie                 | Incheon                             | 2e       | 71,38 m |
| 2006 | Jeux asiatiques                     | Doha                                | 1er      | 74,43 m |
| 2007 | Championnats d'Asie                 | Amman                               | 2e       | 75,70 m |
| 2008 | Jeux olympiques                     | Pékin                               | 11e      | 76,54 m |
| 2009 | Championnats du monde               | Berlin                              | 11e      | 71,69 m |
| 2009 | Championnats d'Asie                 | Canton                              | 1er      | 76,92 m |
| 2010 | Coupe continentale                  | Split                               | 2e       | 78,76 m |
| 2010 | Challenge IAAF du lancer de marteau | Challenge IAAF du lancer de marteau | 2e       | —       |
| 2010 | Jeux asiatiques                     | Canton                              | 1er      | 76,44 m |
| 2011 | Championnats du monde               | Daegu                               | 10e      | 76,58 m |
| 2011 | Challenge IAAF du lancer de marteau | Challenge IAAF du lancer de marteau | 2e       | —       |
| 2012 | Jeux olympiques                     | Londres                             | 9e       | 73,80 m |
| 2013 | Championnats d'Asie                 | Pune                                | 1er      | 78,32 m |
| 2013 | Championnats du monde               | Moscou                              | 5e       | 78,31 m |
| 2014 | Challenge IAAF du lancer de marteau | Challenge IAAF du lancer de marteau | 3e       | —       |
| 2014 | Jeux asiatiques                     | Incheon                             | 1er      | 76,82 m |
| 2015 | Championnats d'Asie                 | Wuhan                               | 1er      | 77,68 m |
| 2015 | Championnats du monde               | Pékin                               | 2e       | 78,55 m |
| 2015 | Challenge IAAF du lancer de marteau | Challenge IAAF du lancer de marteau | 2e       | —       |
| 2016 | Jeux olympiques                     | Rio de Janeiro                      | 1er      | 78,68 m |
| 2016 | Challenge IAAF du lancer de marteau | Challenge IAAF du lancer de marteau | 2e       | —       |
| 2017 | Championnats d'Asie                 | Bhubaneswar                         | 1er      | 76,69 m |
| 2017 | Championnats du monde               | Londres                             | 7e       | 77,22 m |
| 2017 | Challenge IAAF du lancer de marteau | Challenge IAAF du lancer de marteau | 3e       | —       |
| 2018 | Jeux asiatiques                     | Jakarta                             | 2e       | 74,16 m |
| 2018 | Coupe continentale                  | Ostrava                             | 1er      | 77,34 m |
| 2019 | Championnats d'Asie                 | Doha                                | 1er      | 76,14 m |

## Records
| Épreuve           | Performance | Lieu  | Date        |
| ----------------- | ----------- | ----- | ----------- |
| Lancer du marteau | 80,71 m     | Halle | 25 mai 2013 |